# Io me ne vojo andà pel mondo sperso...
Io me ne vojo andà pel mondo sperso... è il secondo album del La Macina, prodotto dalla Madau Dischi nel 1982.

## Tracce
Lato A
1. Serenata
2. Io me ne vojo andà pel mondo sperso
3. Il Falso Pellegrino
4. L'amante Confessore
5. La Formiga Che Gira Nel Prado
6. Catarinella Ero Catarinella Sò
7. Cecilia

Lato B
1. Pipiccinterra Maestro Della Terra
2. Polca-Steep
3. Ninna Nanna Del Venerdì Santo
4. Cantamaggio
5. Saltare Lo Finale di Richiesta